# Nederlandse kampioenschappen schaatsen afstanden 2010 - 10.000 meter mannen
De 10.000 meter mannen op de Nederlandse kampioenschappen schaatsen afstanden 2010 werd gehouden op zondag 1 november 2009.
Wereldbeker
Het kampioenschap gold tevens als kwalificatie voor de eerste wedstrijden voor de Wereldbeker schaatsen 2009/2010. Er waren vijf plaatsen te verdelen op deze afstand.

## Statistieken

### Uitslag
| #      | Schaatser           | Tijd        |
| ------ | ------------------- | ----------- |
| Goud   | Sven Kramer         | 13.04,55    |
| Zilver | Bob de Jong         | 13.06,61    |
| Brons  | Carl Verheijen      | 13.11,81    |
| 4      | Arjen van der Kieft | 13.16,31 PR |
| 5      | Wouter olde Heuvel  | 13.20,61    |
| 6      | Bob de Vries        | 13.22,71 PR |
| 7      | Mark Ooijevaar      | 13.27,03    |
| 8      | Koen Verweij        | 13.27,28 PR |
| 9      | Jan Blokhuijsen     | 13.31,15 PR |
| 10     | Ted-Jan Bloemen     | 13.35,80    |
| 11     | Ben Jongejan        | 13.54,27    |
| 12     | Tom Schuit          | 13.57,39    |

### Loting
| Rit | Binnenbaan         | Buitenbaan          |
| --- | ------------------ | ------------------- |
| 1   | Tom Schuit         | Bob de Vries        |
| 2   | Jan Blokhuijsen    | Ben Jongejan        |
| 3   | Mark Ooijevaar     | Koen Verweij        |
| 4   | Wouter olde Heuvel | Arjen van der Kieft |
| 5   | Ted-Jan Bloemen    | Bob de Jong         |
| 6   | Carl Verheijen     | Sven Kramer         |

1987 · 
1988 · 
1989 · 
1990 · 
1991 · 
1992 · 
1993 · 
1994 · 
1995 · 
1996 · 
1997 · 
1998 · 
1999 · 
2000 · 
2001 · 
2002 · 
2003 · 
2004 · 
2005 · 
2006 · 
2007 · 
2008 · 
2009 · 
2010 · 
2011 · 
2012 · 
2013 · 
2014 · 
2015 · 
2016 · 
2017 · 
2018 · 
2019 · 
2020 · 
2021 · 
2022 · 
2023 · 
2024 · 
2025